# Aubange
Aubange es una comuna de la región de Valonia, en la provincia de Luxemburgo, Bélgica. A 1 de enero de 2019 tenía una población estimada de 17 093 habitantes.

## Geografía
Se encuentra ubicada al sureste del país en Lorena belga, cerca del río Chiers, un afluente del río Mosa, y las fronteras de Francia y Luxemburgo.

### Secciones del municipio
El municipio comprende los antiguos municipios, que se fusionaron en 1977:
| - Aubange - Athus - Halanzy - Rachecourt |

## Demografía

### Evolución
Todos los datos históricos relativos al actual municipio, el siguiente gráfico refleja su evolución demográfica, incluyendo municipios después de efectuada la fusión el 1 de enero de 1977.
| Gráfica de evolución demográfica de Aubange entre 1846 y 2020 |
|                                                               |